# Rivas (Borja)
Rivas o, en textos medievales Ribas o Ribas de Borja, es un despoblado situado en el término municipal de Borja. Formaba junto con Maleján y Albeta uno de sus tres barrios en época medieval. Era habitado solo por musulmanes y quedó totalmente abandonado con la expulsión de estos en 1610.

## Ubicación
Se encuentra en el término municipal de Borja, cerca del nacimiento de la acequia de Rivas. La posición exacta de las edificaciones de la localidad en sí es objeto de debate, dada la existencia de restos de varias instalaciones agrícolas en la zona.

## Historia
La mención más antigua de la localidad es de 1 de enero de 1387, cuando es obligada, junto a Maleján y Albeta, a contribuir para las obras de fortificación de Borja, localidad en que se debían refugiar los habitantes de Rivas en caso de guerra.
En el fogaje de 1495 tenía 14 fuegos (todos musulmanes). El 11 de febrero de 1499 fue adquirida por Dionis Coscón, importante señor que había sido alcaide del castillo de Borja y que se hizo con varias de las localidades de su entorno. A través de su hija Juana, las localidades pasarían a los barones de Boquiñeni y Luceni.
La conversión forzosa de 1526 forzó el abandono de la fe de sus habitantes, si bien la cristianización fue lenta. Aunque en 1555 el consejo de Borja había encargado la construcción de una iglesia en la localidad, en 1557 el visitador del obispado de Tarazona decretó un interdicto dada la lentitud con la que se estaban edificando las nuevas iglesias en los barrios moriscos de Borja. La obra de Alonso González en Rivas fue entonces finalmente acabada por el maestro de obras guipuzcoano Domingo de Mendizábal hacia 1566. Incluso tras la finalización y pese a las presiones del obispado turiasionense, el vicario de las iglesias de Maleján y Rivas residió frecuentemente en Borja.
En la misma época consta como alcaide de Rivas Jerónimo de Roda, cuando este y varios vecinos de la localidad se vieron envueltos en un pleito por un rapto en 1548. El pleito derivó en un conflicto de competencias entre la justicia real de Borja y la señorial de Maleján, Albeta y Rivas, que acabó con Borja estableciendo que las tres localidades eran barrios bajo su jurisdicción. Eso no obsta a que las relaciones con el concejo de Borja siguieran siendo problemáticas, constando en 1600 que estas localidades se negaban a pagar su parte de los gastos de fortificación, aguas y montes.
En el momento de la expulsión de sus habitantes en 1610 Rivas tenía 28 fuegos (unos 140 habitantes). Su economía era principalmente agrícola e indistinguible de las explotaciones cristianas vecinas, con cultivos como olivo y vid. La expulsión de sus habitantes junto a la de otros barrios moriscos de Borja, que tuvo lugar el 10 de junio de 1610, fue observada y relatada por el escribano de Borja, Pedro Aznar Cardona, que lo narró:

“Y ansí dicho día del Corpus —el 10 de junio de 1610— por la mañana salieron todos con sus mugeres y criaturas a la cruz de Albeta que fue un espectáculo grande y lastimosso y más para considerar que para dezirse... Salieron con mucha paciencia y tan rendidos que ponía lastima grande verlos”

Las tierras de la localidad fueron vendidas por el secretario real Agustín de Villanueva. La pérdida de población dañó la economía regional, quedando Rivas como un pasto para el ganado, si bien los barones de Luceni lo siguieron listando en su título durante el siglo XVII.
En época moderna se encontraron restos cerámicos en la partida, hoy en día expuestos en el museo arqueológico de Borja.